# IceWM
IceWM是由Marko Maček开发的，用于X Window系统的堆叠式窗口管理器，使用C++编写并依据GNU宽通用公共许可证的条款发布。它对CPU和内存的占用比较小，并且带有主题支持，可以模仿Windows 95、Windows XP、Windows 7、OS/2、Motif和其它图形用户界面。IceWM意在提升感观和体验，同时兼顾了轻量和可定制性。
IceWM可以通过存放在家目录的纯文本文件进行配置，以便于自定义和复制设置。IceWM有一个可选的，带有菜单、任务管理器、网络和CPU仪表、邮件检查和可配置时钟的任务栏。对于GNOME和KDE程序菜单的支持，曾在一个单独的软件包中提供，但是在最近的IceWM版本中已经内置这些功能。另外也有用于配置和编辑菜单的外部图形界面工具提供。

## 用途
IceWM被用于Absolute Linux和轻量版VectorLinux的默认窗口管理器。
華碩Eee PC的简单模式桌面使用IceWM。
用于树莓派1、2、3的openSUSE使用IceWM为默认轻量用户界面。用于树莓派3的SUSE Linux Enterprise Server同样使用IceWM。

## 截图

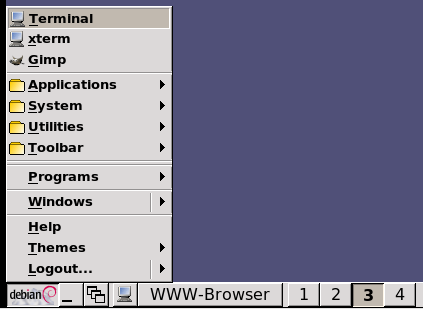
IceWM的开始菜单与Windows 95相似
- IceWM 1.3在Debian 7 Linux上运行